# PandA
PandAは京都大学で利用されている学習管理システム（Learning Management System; LMS）である。People and Academeの略称である。2013年に導入された。課題の提出、教員と学生との連絡等の機能を有している。オープンソースLMSである、Sakaiを拡張し作られている。

## システム
Apache Tomcat上で動いている。GitHub上で、openpandaという形でPandAのコードが一部公開されている。